# Colonia del Sacramento
Colonia del Sacramento je glavni grad urugvajskog departmana Colonia, smješten na obali Río de la Plata, nasuprot Buenos Airesa u Argentini. Tako je dostupan vožnjom trajektom samo 50 min iz Buenos Airesa i dvosatnom vožnjom autobusom iz Montevidea.
Grad su osnovali Portugalci 1680. godine i najstariji je grad u Urugvaju. Njegova stara povijesna četvrt je upisana na UNESCO-ov popis mjesta svjetske baštine u Americi 1995. godine kao "svojim jako dobro sačuvanim urbanim krajolikom svjedoči o uspješnom spajanju portugalskih, španjolskih i postokolonijalnih stilova gradnje".

## Povijest
Portugalsko naselje Colónia do Sacramento je osnovao portugalski premijer Manuel Lobe 1680. godine na Otoku sv. Gabrijela s istočne starne estuarija rijeke Río de la Plata kao mjesto otpora Španjolcima s druge strane zaljeva koji su se smjestili u Buenos Airesu. Prepoznavši ga kao prijetnju španjolskom kolonijalnom širenju José de Garro ga je iste godine uništio, ali je grad iduće godine, Lisabonskim sporazumom vraćen Portugalu, uz uvjet da se grad ne širi i da se samo obnove već postojeće građevine. 
Španjolci su ga tijekom "Rata za španjolsku baštinu" (1704. – 05.) ponovno osvojili u ožujku 1705. godine, nakon petomjesečne opsade, ali je ponovno vraćen Portugalu mirovnim ugovorom iz Utrechta 1715. god. Od tada se grad počeo ubrzano razvijati i za vrijeme uprave guvernera Antonia Pedra de Vasconcellosa (1722. – 49.) postao je gospodarsko središte snažne pokrajine, putovima povezan s gradovima Sao Paulo i Minas Gerais. Druga španjolska opsada tijekom španjolsko-portugalskog rata (1735. – 37.), nije uspjela.
Grad je ponovno nakratko promijenio vlasnika 1762. godine, ali je nakon još jednog mirovnog sporazuma vraćen Portugalu sljedeće godine. Na koncu je sporazumom iz San Ildefonsa iz 1777. godine postao španjolskim gradom. Oni su uništili njegove utvrde, i nekoliko povijesnih zgrada u procesu, kako nikada više ne bi bio portugalskom utvrdom. U grad su se doselili doseljenici iz Španjolske, uglavnom iz Galicije, Asturije, te Kastilje i Leona. 
Sacramento je bio poprište niza događaja nakon što je revolucionarni žar, na čelu s Joseom Artigasom od 1810. godine, doveo do rata za neovisnost Brazila. Tijekom tih previranja, cijela pokrajina Banda Oriental (današnji Urugvaj) je 1816. godine osvojila vlade Ujedinjenog Kraljevstva Portugala, Brazila i Algarvesa(1815. – 25.) i preimenovan u pokrajinu Cisplatina (1816. – 28.).
Nešto prije stvaranja nezavisne države Urugvaj, Crkva sv. Sakramenta je bjesomučno raznesena dinamitom. Od 1828. godine Colonia del Sacramento se proširio na sjever i istok, ali je izvorna povijesna četvrt (Barrio Histórico) zadržao nepravilan plan portugalskih ulica koje su pratile konfiguraciju tla, za razliku od širih, ortogonalnih novih ulica grada (Calles).
Stari grad Colonia del Sacramento je 1960-ih bio skoro u potpunosti napušten, ali 1968. godine otpočela njegova obnova, što je kulminiralo 1972. godine. God. 1995. to je krunisano kada je postao UNESCO-ova svjetska baština. Zahvaljujući uspješnom spajanju španjolske i portugalske arhitekture, grad se pojavio u mnogim filmovima.

## Znamenitosti
Povijesna četvrt (Barrio Histórico) Colonije del Sacramento, koja ima kamenom popločane ulice koje su izgradili Portugalci u 17. stoljeću, je popularna turistička atrakcija za posjetitelje iz Buenos Airesa. Od značajnih turističkih atrakcija oko drvoredima okruženog središnjeg trga (Plaza Mayor) su:
- Porton de Campo - Gradska vrata i drveni most
- Svjetionik i ruševine Samostana sv. Franje iz 17. stoljeća samostanu San Francisco
- Bazilka sv. Sakramenta (Bazilika del Sacramento Sanctísimo) izgrađena od kamena 1808. god.
- Portugalski muzej iz 18. stoljeća, koji pokazuje portugalski namještaj, nakit, uniforme i stare karte portugalskih pomorskih ekspedicija
- Casa de Nacarello, stara portugalska kuća iz 18. stoljeća
- Gradski muzej koji su Španjolci obnovili 1835. kao "Kuću admirala Browna" (Casa del Almirante Brown), koji pokazuje predmete i dokumente iz različitih razdoblja i kultura grada
- Potkraljeva kuća (Casa del Virrey) je obnovljena od izvornih ruševina
- Plaza de Toros Real de San Carlos, je dvorana za bitke s bikovima u starom turističkom naselju, sada napuštena.

Posjetitelji starog grada će iznenaditi vidjevši da mnogi stari automobili, umjesto da postanu stari i zaboravljeni otpad, daju mjestu posebnu draž kao saksije cvijeća. Ova ideja je nastala u želji buđenja vizualne i estetske znatiželje turista koji sada ne mogu proći a da ne pogledaju unutar automobila.

## Zbratimljeni gradovi
- Morón, Argentina
- Quilmes, Argentina
- Olinda, Brazil
- Pelotas, Brazil
- Guimarães, Portugal

## Vanjske poveznice
- https://web.archive.org/web/20100125074941/http://www.colonia.gub.uy/web2.0/index.php?seccion=noticias Službena stranica općine]
- Colonia de la Red Académica Uruguaya (RAU)  Arhivirana inačica izvorne stranice od 20. ožujka 2007. (Wayback Machine) (šp.)
- Colonia del Sacramento  Arhivirana inačica izvorne stranice od 19. studenoga 2011. (Wayback Machine) (engl.)
- Virtualni obilazak Colonia del Sacramento (engl.)

### Ostali projekti
|  | Zajednički poslužitelj ima još gradiva o temi Colonia del Sacramento |